# Neva Makgetla
Neva Seidman Makgetla, née en 1956,  est une femme politique et économiste américano-sud-africaine. Elle s'est illustrée en dirigeant l'unité politique du Congrès des syndicats sud-africains (Cosatu) entre 2000 et 2006, et siège de 2019 à 2022 au Comité exécutif national de l’ANC partenaire de l’Alliance tripartite (en).
Durant l’apartheid, elle s'affilie au Congrès national africain (ANC) en exil. Elle s’installe en Afrique du Sud pendant la transition démocratique et joue par la suite un rôle déterminant dans les débats relatifs aux politiques du travail post-apartheid.
Elle contribue en tant qu’économiste au Programme de reconstruction et de développement, tant au stade de sa formulation qu’au cours de sa mise en œuvre, sous l’égide du ministère dirigé par Jay Naidoo.
Dans la fonction publique sud-africaine, elle exerce successivement auprès du ministère du travail (en) du Ministère de la fonction publique et de l’administration, de la banque de développement de l’Afrique australe (en), ainsi qu’à la présidence sous Thabo Mbeki. De 2010 à 2015, elle assume la responsabilité de la politique économique au ministère du Développement économique, avant d’intégrer le groupe de réflexion Trade & Industrial Policy Strategies (TIPS). Ses travaux s’articulent principalement autour de la politique industrielle, de l’analyse des chaînes de valeur et des stratégies de création d’emplois.

## Biographie

### Débuts et Formation
D'origine juive,, Makgetla naît aux États-Unis de Robert B. Seidman et de la théoricienne de la dépendance et économiste Ann Seidman.
En 1973,  elle participe au Congrès national africain (ANC) à Lusaka, en Zambie. Elle est devenue secrétaire au bureau du parti à Lusaka, travaillant aux côtés de Limpho Hani et Jackie Molefe. 
Elle obtient une licence de l'Université Harvard en 1978.  Par la suite, elle est titulaire d'une maîtrise en 1980 et un d'un doctorat en 1982 en économie à la Hochschule für Ökonomie de Berlin-Est. Elle passe plusieurs annénn dans le milieu universitaire  comme à l'Université de Zambie de 1983 à 1986 et à l' Université de Redlands. 
Pendant la transition démocratique, elle participe à la rédaction du Programme de reconstruction et de développement devenu la politique économique et sociale phare de l'ANC après son entrée au gouvernement en1994. Au cours de la même période, elle collabore avec l'Institut national du travail et du développement économique (Naledi), un groupe de réflexion aligné sur le parti travailliste,. 

### Vie privée
En 1977, Neva Seidman Makgetla épouse Sophonia Makgetla, rencontré lors d’un séjour sabbatique à Lusaka. À cette époque, celui-ci est un agent de l’organisation Umkhonto we Sizwe en exil. Il est nommé ambassadeur à l’issue de la transition démocratique qui succède à la fin de l’apartheid. Ils ont deux filles: Tumi devenu un politologue, et Anita spécilisée dans dans la publicité.  

## Parcours post-apartheid

### Fonction publique
Sous le gouvernement de l'ANC à partir de 1994, Makgetla  travaille au sein du RDP, dirigé par le ministre Jay Naidoo.  En cette période, elle est la directrice en chef de la politique fiscale au bureau Après la dissolution du bureau du RDP en mars 1996, elle occupe le poste de directrice de la recherche au ministère du Travail,.  
En 1997, elle occupe le poste de directrice générale adjointe chargée des rémunérations au ministère de la Fonction publique et de l'Administration en tant que, À ce titre, elle est négociatrice en chef pour l'État dans les négociations salariales du secteur public. 

### Unité politique du Cosatu
Makgetla quitte la fonction publique en 2000 et devient la coordinatrice des politiques fiscales, monétaires et du secteur public au Congrès des syndicats sud-africains (Cosatu). 
Dès 2001, elle assimile le GEAR à un programme d'ajustement structurel auto-imposé, qu’elle considère comme générateur d’une « crise structurelle profonde », caractérisée par une contraction des services sociaux sans effet probant sur la création d’emplois.  
Elle entretient également un lien étroit avec la campagne anti-privatisation menée par le Cosatu, dans le cadre de laquelle le ministre des Entreprises publiques, Jeff Radebe, l’identifie apparemment comme l’une des figures idéologiques majeures.
Certains observateurs jugent les critiques à l'encontre de Makgetla à des tensions plus larges concernant l'influence   des non-Africains et des gauchistes au sein de l'Alliance tripartite;  le Syndicat démocratique des enseignants sud-africains, par exemple déclare que l'accent personnalisé mis sur Makgetla est « raciste ». 

### Retour à la fonction publique
En 2006, Neva Seidman Makgetla annonce son départ imminent de la Cosatu, s’inscrivant dans un mouvement de désengagement plus large au sein du syndicat. Cette dynamique est alors interprétée comme liée au soutien controversé apporté par la Cosatu au candidat présidentiel Jacob Zuma, impliqué à l’époque dans des affaires de corruption et d’accusations de viol. Après qu'elle annonce de vouloir quitter le Cosatu elle est désignée en 2006 dans le cabinet de cuisine de Mbeki,.   En 2007, elle rejoint la présidence en tant que directrice en chef des stratégies sectorielles,d'où elle sert simultanément comme conseillère économique spéciale auprès de la vice-présidente Phumzile Mlambo-Ngcuka.  Pour Richard Calland (en) en raison sa conviction politique de gauche. 
Après son départ de la présidence, Neva Seidman Makgetla intègre la Banque de développement de l’Afrique australe, où elle occupe dans un premier temps le poste d’économiste en chef, en charge des volets recherche et information et pour la planification et la mise en œuvre du développement.  Ainsi, en mars 2010, elle est nommée au comité consultatif sur le développement économique créé par Ebrahim Patel pour conseiller le Ministère du développement économique (Afrique du Sud) (en) sur la création d'emplois, les tendances économiques et les questions de développement. 
Plus tard cette même année, elle quitte la Banque de développement pour intégrer à plein temps le ministère dirigé par Patel, où elle exerce les fonctions de directrice générale adjointe en charge de la politique économique, poste qu’elle occupe jusqu’en 2015 avant de rejoindre un comité créé pour conseiller le gouvernement sur l'acquisition majeure de Massmart par Walmart. 

## Recherche indépendante
En novembre 2015, Makgetla rejoint Trade & Industrial Policy Strategies (TIPS) en tant qu'économiste. Elle assure la gestion du programme commerce et industrie du groupe de réflexion.   
En 2018, le ministre des Finances Nhlanhla Nene la nomme à son panel de révision de la Taxe sur la valeur ajoutée subdivisée en neuf membres, sous la direction de Ingrid Woolard (en) étudiant les options pour rendre la TVA en Afrique du Sud plus progressive. 
L'année suivante, elle est désignée pour faire de la première Commission nationale du salaire minimum malgré l'opposition de certaines entreprises à sa nomination en raison de ses anciens liens avec la Cosatu.  En octobre 2019, elle fait partie des quatre personnes du Comité exécutif national de l'ANC.

## Note et Références

### Note
- (en) Cet article est partiellement ou en totalité issu de l’article de Wikipédia en anglais intitulé « Neva Makgetla » (voir la liste des auteurs).

## Liens
- Ressource relative à la recherche :   - ResearchGate
- Notices d'autorité :   - VIAF
  - Pologne
  - Israël